# North American Arms
North American Arms американська компанія, штаб-квартира в Прово, штат Юта, яка випускає кишенькові пістолети та міні-револьвери, які також називають мишача зброя. Компанія була створе в 1972 році під назвою Rocky Mountain Arms. В 1974 році її придбали нові власники, які перейменували компанію на North American Manufacturing (NAM), а потім North American Arms (NAA).

## Міні-револьвери

### Велодоги
Hopkins & Allen в період з 1875 по 1907 роки випускала 7-зарядний револьвер подвійної дії під набій .22 калібру, відомий як XL No. 3 Double Action.  В період з 1888 по 1892 роки випускали револьвер .32 Smith & Wesson Safety Hammerless з довжиною стволи в 2 дюйми, який став відомий як 'Велодог', а револьвер First Model Ladysmith (1902 рамка M Model .22 Hand Ejector) часто відносять до 'Велодогів'. Айвер Джонсон зробив схожу зброю - Модель 1900 Подвійної дії на малій рамці, з барабаном на 7 набої .22 калібру, який з'явився в 1900 році та випускався протягом 41 року."

### NAA
Міні-револьвери компанії є п'ятизарядними, одинарної дії, які мають курок-шпору. Вони нагадують кишенькові револьвери 19-го століття, основною відміною є їхній розмір, крім того міні-револьвери NAA зроблені повністю з неіржавної сталі. Конструкцію міні-револьверів розробила компанія Freedom Arms, яка припинила продаж міні-револьверів в 1990 році, а потім продала розробку компанії North American Arms.
В 1978 році Дік Касулл став партнером Вейна Бейкера у Фрідому, штат Вайомінг, де було розташовано виробництво Freedom Arms, яке випускало 5-зарядні міні-револьвер під набій .22 LR відомий під назвою "The Patriot", пізніше їх почали випускати під набої .22 Short та .22 WMR, а також міні-револьвер подвійної дії Casull CA-2000 Mini. Також Freedom Arms випускали 4-зарядний міні-револьвер. Компанія Freedom Arms припинила виробництво міні-револьверів у 1990 році. В 1983 році Касулл отримав патент США 4385463 на руховий бойок для міні-револвьерів та в 1984 році патент США 4450992  на кобуру на пряжці ременя для міні-револьвера. Конструкцію міні-револьвера було продано компанії North American Arms.
Після купівлі конструкції North American Arms продовжили модернізацію конструкції. Вони зробили безпечний барабан з пазами безпеки між каморами. В результаті револьвер можна було безпечно носити заряджений револьвер з курком розташованим в пазу безпеки. Старі міні-револьвери NAA можна модернізувати до безпечного рівня безкоштовно просто звернувшись до компанії North American Arms.
Компанія випускає револьвери під наступні набої:
- .22 Short
- .22 Long Rifle
- .22 Winchester Magnum Rimfire
- .22 капсульний під димний порох[8]

Для заряджання будь-якого міні-револьвера NAA потрібно знімати барабан, окрім двох моделей: "Sidewinder" (відкидний барабан) та "Ranger II" (переламна рамка).

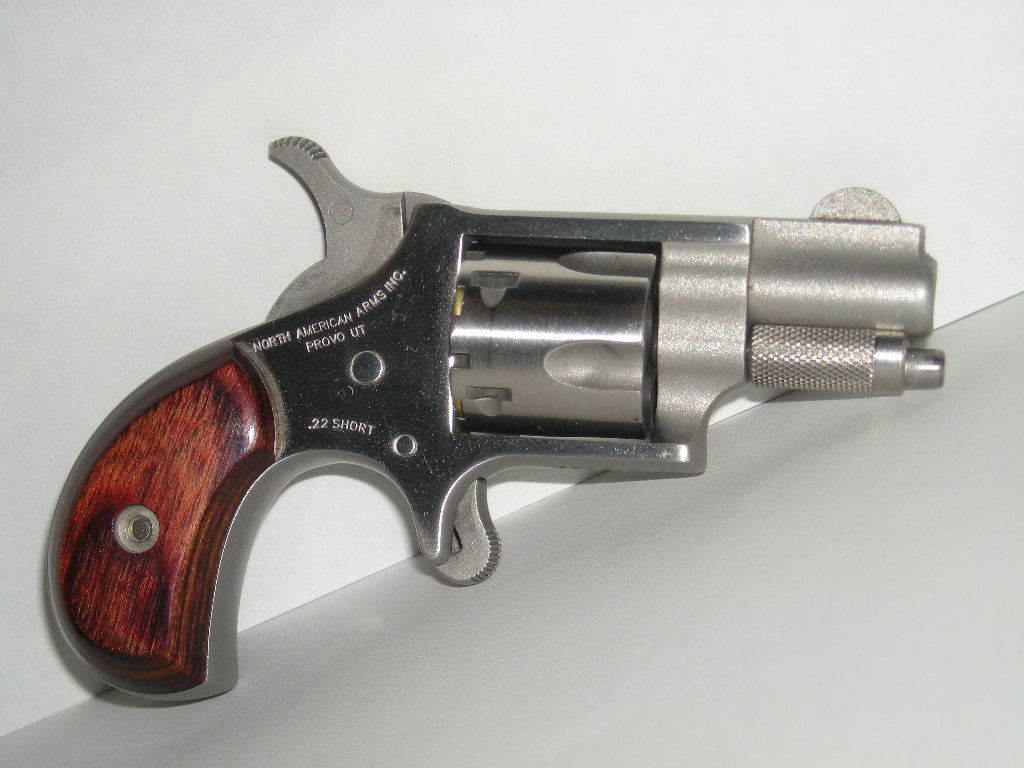
Міні-револьвер North American Arms модель NAA22S, калібр .22 Short
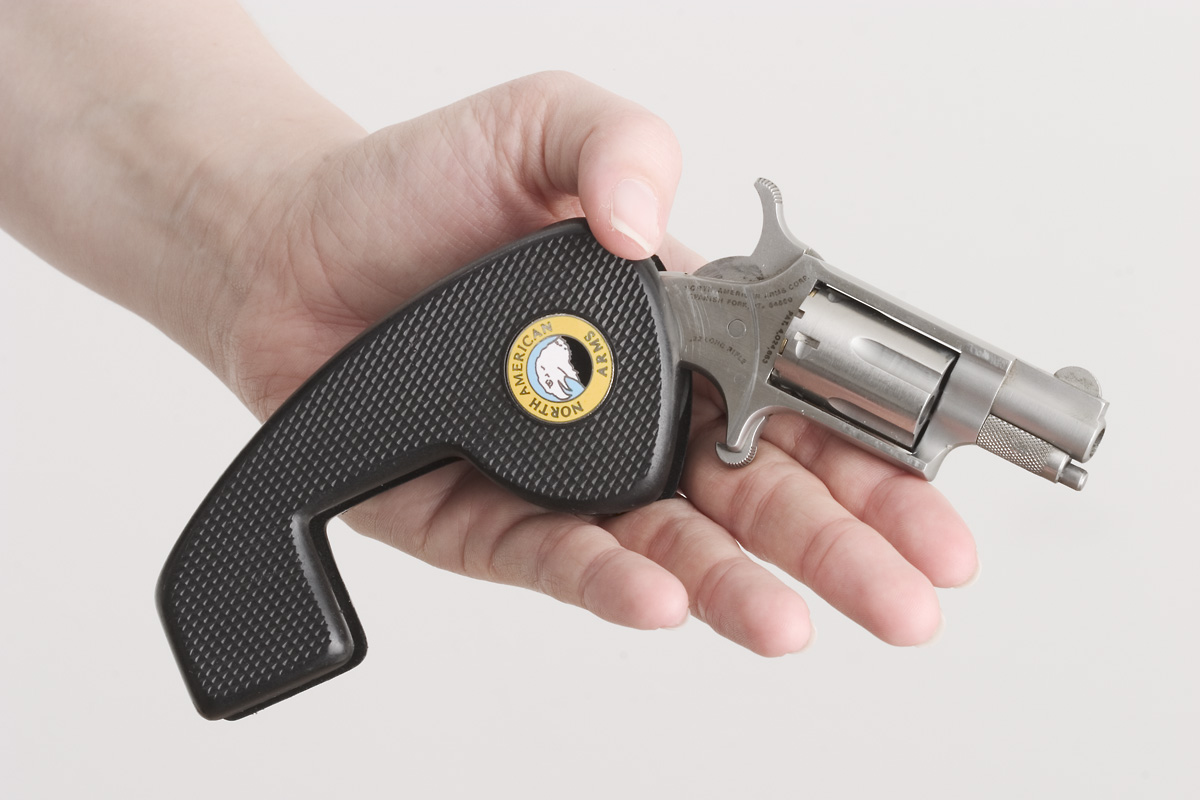
Міні-револьвер NAA під набій .22 LR. Револьвер складається в руків'я для безпечного носіння на поясі.
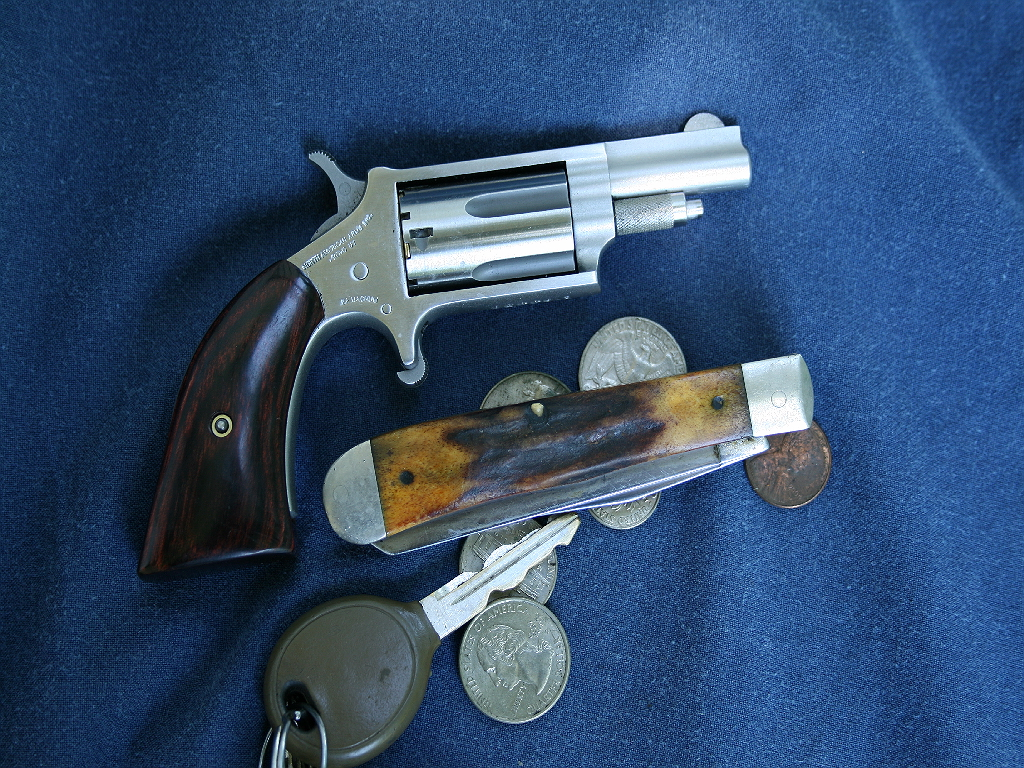
Револьвер.22 M- A .22 Winchester Magnum Rimfire з руків'ям "Boot Grips"
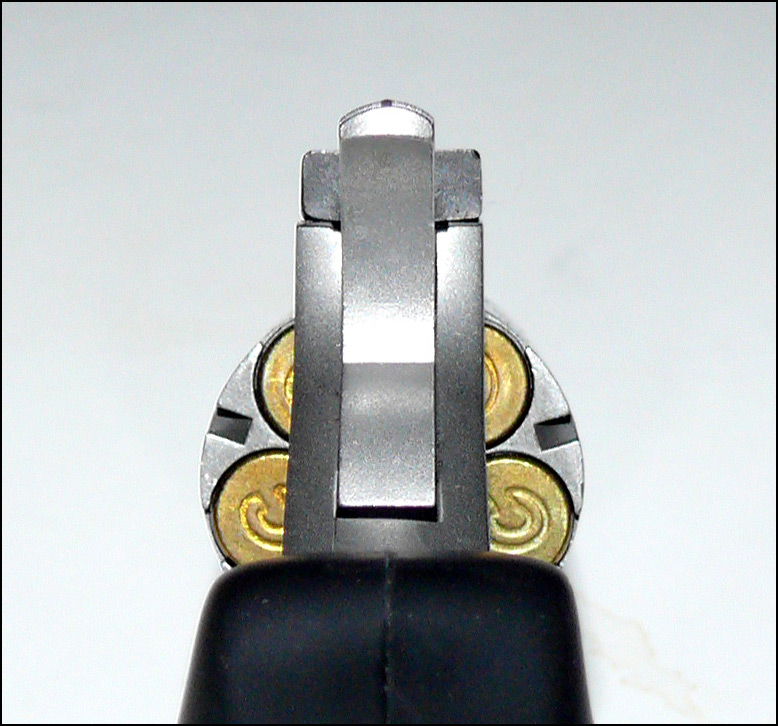
Барабан револьвера NAA .22 Magnum Black Widow в безпечній позиції.
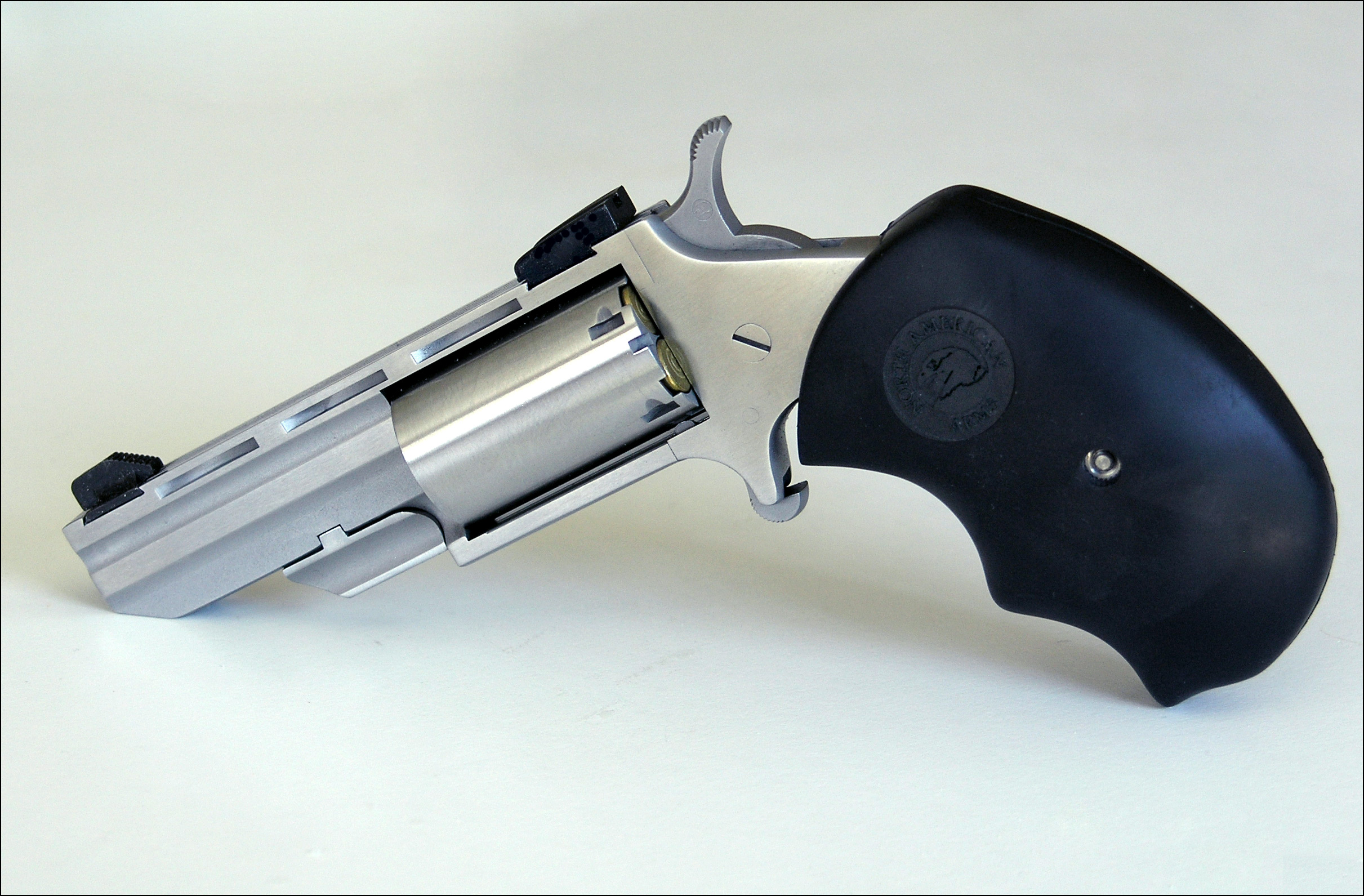
North American Arms Black Widow модель NAA-BW-M калібру .22 Magnum
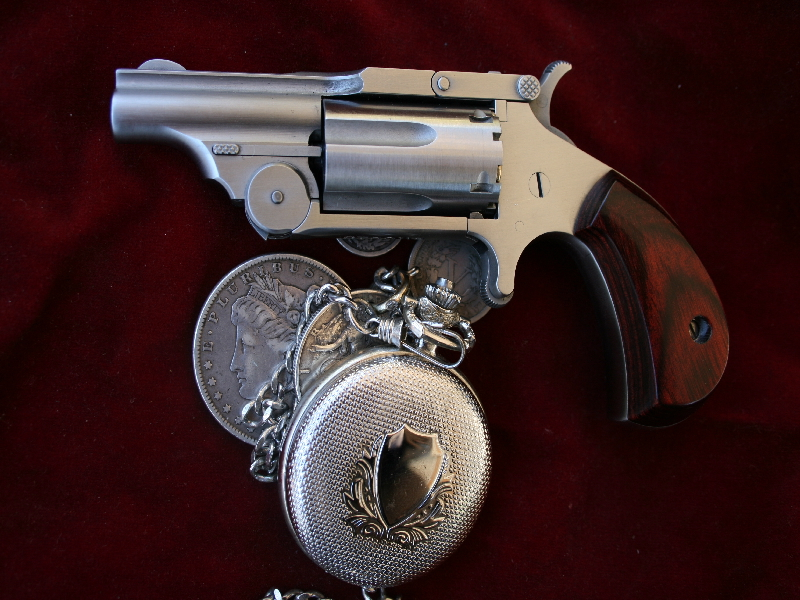
Переламний револьвер "Ranger" обмеженої серії.

## Самозарядні пістолети
В 1997 році NAA розширила випуск самозарядних пістолетів для прихованого носіння відомий, як Guardian для створення конкуренції компанії Seecamp. Самозарядні пістолети Guardian компанія North American Arms випускає під наступні набої:
- .25 NAA
- .32 ACP
- .32 NAA
- .380 ACP

Компанія North American Arms розробила свій набій .25 NAA на основі кустарного пляшкоподібного набою, який в свою чергу було зроблено з гільзи набою .32 ACP шляхом обтискання дульця для утримання кулі .25 калібру, з метою збільшення пробивної сили у порівнянні з набоями .25 ACP або .32 ACP. Так само і набій .32 NAA було розроблено компанією North American Arms для збільшення пробивання кулі .32 калібру відносно набою .380 ACP.